# Cantón de Montfort-sur-Risle
El cantón de Montfort-sur-Risle era una división administrativa francesa, que estaba situada en el departamento de Eure y la región de Alta Normandía.

## Composición
El cantón estaba formado por catorce comunas:
- Appeville-Annebault
- Authou
- Bonneville-Aptot
- Brestot
- Condé-sur-Risle
- Écaquelon
- Freneuse-sur-Risle
- Glos-sur-Risle
- Illeville-sur-Montfort
- Montfort-sur-Risle
- Pont-Authou
- Saint-Philbert-sur-Risle
- Thierville
- Touville

## Supresión del cantón de Montfort-sur-Risle
En aplicación del Decreto n.º 2014-241 de 25 de febrero de 2014, el cantón de Montfort-sur-Risle fue suprimido el 22 de marzo de 2015 y sus 14 comunas pasaron a formar parte del nuevo cantón de Pont-Audemer.